# James Holmes
James William Holmes Jr. —conegut a l'àmbit esportiu com James Holmes— (Ypsilanti, Michigan, 13 d'octubre de 1982) és un jugador de bàsquet estatunidenc que juga en la posició d'escorta, des de la temporada 2009/2010 en el Faymasa Palencia de la lliga LEB Or d'Espanya.
Es va formar com a jugador a la High School de Belleville (Michigan), on ja va destacar com un gran anotador. Es va incorporar al bàsquet universitari disputant la NCAA amb els South Florida Bulls de la Universitat de South Florida, on en el seu últim any va aconseguir unes xifres de 16,62 punts, 3,07 rebots, 2,24 assistències i 1,83 robatoris per encontre.
En 2006 va començar la seva trajectòria a Europa jugant al KK Mega Ishrana de Belgrad, de la Naša Sinalko Lliga. En 2007 va passar a Espanya, per disputar la lliga LEB Bronze amb l'AB Esplugues, amb una mitjana de 20 punts per partit. La temporada 2008/09 va formar part del CB L'Hospitalet, de LEB Plata, on també va aconseguir grans xifres, la qual cosa va fer que la següent campanya fos fitxat pel Faymasa Palencia, que havia aconseguit l'ascens a LEB Or.

## Trajectòria
| Temporada | Equip                        | Lliga              |
| --------- | ---------------------------- | ------------------ |
| -2002     | Belleville HS                | High School        |
| 2002-2003 | Schoolcraft Junior College   | NJCAA              |
| 2003-2004 | Universitat de South Florida | NCAA               |
| 2004-2005 | Universitat de South Florida | NCAA               |
| 2005-2006 | Universitat de South Florida | NCAA               |
| 2006-2007 | KK Mega Ishrana              | Naša Sinalko Lliga |
| 2007-2008 | AB Esplugues                 | LEB Bronze         |
| 2008-2009 | CB L'Hospitalet              | LEB Plata          |
| 2009-2010 | Faymasa Palencia             | LEB Or             |